# 石の花 (プロコフィエフ)
『石の花』（いしのはな、ロシア語: Каменный цветок）は、ソ連の作曲家セルゲイ・プロコフィエフが作曲したバレエ音楽である。脚本は当時の妻ミーラ・メンデリソンによるもので、バジョーフの編集したウラル地方の民話集『孔雀石の小箱』に収められていた民話『石の花』に基づく（ソ連初のカラー映画『石の花』も同じ民話を基にしている）。バレエ音楽からプロコフィエフ自身によって演奏会用組曲も作られている（4作が計画されたが3作のみ完成）。
作曲当時、プロコフィエフはジダーノフ批判によって苦しい状況に陥っていた。その上、病の悪化により医者から1日30分にまで作曲の時間を減らされたが、驚異的な速さで曲を完成させた。友人のミャスコフスキーの1949年8月27日の日記には「PRはひどく悪い。なのに彼は『石の花』を書いた。巨大な実に見事な音楽」と書かれている。

激しいドラマが展開する『ロメオとジュリエット』、穏やかで古典的な雰囲気を持った『シンデレラ』に続き、物語や音楽のスケールは再び拡大し、リムスキー＝コルサコフ、ボロディン、ムソルグスキーなどの伝統に根ざした、民族色の強い「国民的バレエ」として作曲されている。
バレエはすぐにモスクワのボリショイ劇場で初演される予定だったが放置され、実際に上演されたのは作曲者の死後となった。上演に備えた改訂は作曲家の死の日まで行われていた。

## バレエ

### 『石の花』 Op.118
作曲者の死の翌年、1954年2月12日、モスクワのボリショイ劇場でファイエルの指揮により初演。
当初は不評で、1957年に行われたキーロフ劇場での上演によって評価されるようになった。
- プロローグ
  1. 銅山の女王
  2. ダニーロと彼の仕事
- 第1幕
  - 第1場
    1. 花を探すダニーロ
    2. ダニーロと村人との出会い
    3. 情景 カテリーナとダニーロの叙情的デュエット
    4. 幕間劇 セヴェリアンと労働者の場面

  - 第2場
    1. スラヴ人の輪舞　※映画『イワン雷帝』の音楽から改作、転用
    2. カテリーナと女友達との別れ
    3. 娘たちの踊り
    4. ダニーロの踊り
    5. 男たちの踊り
    6. セヴェリアンの到来
    7. 石の花についての論争
    8. カテリーナとダニーロの抒情的情景　※子供の組曲『夏の一日』Op.65bisの第6曲「夕べ」を転用
    9. ダニーロの抒情詩

  - 第3場
    1. 銅山の女王はダニーロを連れ去る
- 第2幕
  - 第4場
    1. 女王はダニーロに大地の資源を示す
    2. 女王とダニーロのデュエット 第1の試練
    3. ダイヤモンドのワルツと情景 第2の試練　※子供の組曲『夏の一日』Op.65bisの第3曲「ワルツ」を転用
    4. ロシアの天然石の踊り 第3の試練
    5. ワルツ
    6. ダニーロの独白と女王の回答
    7. 女王はダニーロに石の花を示す
    8. セヴェリアンと労働者、女王の警告

  - 第5場
    1. カテリーナの踊りと情景 ダニーロについての抒情詩
    2. セヴェリアンの到来
    3. ダニーロ、お前はどこに？
    4. 女王の出現とカテリーナの喜び
- 第3幕
  - 第6場
    1. ウラル狂詩曲
    2. 幕間劇
    3. ロシアの踊り

  - 第7場
    1. ジプシーの踊り
    2. セヴェリアンの踊り
    3. ジプシー女の独舞と群舞の終曲
    4. カテリーナの登場とセヴェリアンの乱暴
    5. 女王の出現とセヴェリアンは大地に足をすいつけられる
    6. セヴェリアンは女王を追跡する
    7. セヴェリアンの最期
- 第4幕
  - 第8場
    1. カテリーナは焚き火のそばでダニーロを想い悲しむ
    2. 情景と、カテリーナと火の精の踊り
    3. カテリーナは火の精のあとを追う

  - 第9場
    1. カテリーナと女王の対話
    2. 石のダニーロ
    3. カテリーナとダニーロの再会の喜び
    4. 銅山の女王はカテリーナとダニーロに贈物をする
- エピローグ
  1. エピローグ

## バレエ音楽から編まれた演奏会用組曲（管弦楽）

### 結婚組曲 Op.126
1951年完成。1951年12月12日、モスクワでサモスードの指揮により初演。
1. 恋の歌
2. 女友達の踊り
3. 娘たちの踊り
4. 結婚
5. 結婚の歌

### ジプシー幻想曲 Op.127
1951年完成。1951年11月18日、モスクワでサモスードの指揮により初演。
1. 序奏
2. ジプシーの踊り
3. セヴェリアンの踊り
4. ジプシーの独舞
5. 全体の踊り

### ウラル狂詩曲 Op.128
1951年完成。

### 銅山の女王 Op.129
草案のみ